# Kristyna Myles
Pour les articles homonymes, voir Myles.
Kristyna Myles (née le 10 mai 1984) est une auteur-compositeur-interprète anglaise. Sa musique est un mélange de soul et de jazz.

## Biographie
Après avoir été diplômée de l'Université de Salford, Kristyna Myles a été découverte par le journal Manchester Evening News alors qu’elle chantait dans les rues de Manchester.
Tout va alors s’enchainer pour elle. Kristyna accède au concours « Busk Idol » de BBC Radio 5 Live en 2005 et  le gagne. À partir de ce moment-là, sa chanson «My Lord » paraît sur la compilation de BBC One appelée Songs of Praise, elle enregistre dans les célèbres studios Abbey Road, et fait une apparition dans l’émission « Wogan ; Now and Then » de la chaine anglaise G.O.L.D..
Kristyna Myles se produit dans des salles de concerts comme le Shepherds Bush Empire ou le De Montfort Hall à Leicester et accompagne le grand Chris de Burgh dans sa tournée en Europe. Elle enregistre le titre « Making Movies » avec l’artiste de jazz anglais Rick Guard, duo figurant sur l’album de ce dernier sortit en septembre 2009 «Anyone but me».
En 2008, Kristyna fait la première partie de la tournée anglaise de Mick Hucknall (Simply Red) ce qui lui permet de se produire dans la salle Echo Arena Liverpool.
2008 est aussi l’année où Kristyna se retrouve dans les meilleures ventes d’albums en Angleterre avec le succès de la compilation « SongBird 2008 » où figure sa propre chanson parmi celles d’Amy Winehouse et Eva Cassidy.
En août 2009, Kristyna Myles et son groupe Desire To Worship God sont nommés aux MOBO Awards pour le prix du meilleur groupe de gospel.
Le 26 juillet 2010, Kristyna annonce sur son site qu'elle a signé un accord pour 5 albums chez Decca.

## Ses débuts en France
En octobre 2009, Kristyna Myles fait ses trois premiers concerts en France, notamment au Hot Club de Lyon.

Après l’enthousiasme suscité par sa première venue en France, Kristyna Myles sera de retour à Lyon en février 2010 pour plusieurs concerts.